# Tournoi de tennis de Charleston
Le tournoi de Charleston est un tournoi international de tennis féminin du circuit professionnel WTA, joué en Caroline du Sud (États-Unis), à Hilton Head puis  Charleston à partir de 2001.
L'épreuve est organisée chaque année depuis 1973, au mois d'avril, sur terre battue verte (Har-tru) et en extérieur.
Longtemps connu comme le Family Circle Cup pour des raisons de partenariat, les organisateurs du tournoi annoncent en 2015 un nouveau partenariat avec Volvo, et le tournoi est de fait renommé Volvo Car Open à partir de l'année suivante.
Un tournoi de tennis professionnel masculin fut également organisé en 1973 dans le cadre du circuit USLTA Indoor, sur moquette en salle.
En 2024, la banque régionale Banque Fifth Third sponsorise 2 éditions WTA 125, l'une en mars sur dur et l'autre en novembre sur terre battue, en complément de l'édition WTA 500. En 2025, il n'y a pas d'édition WTA 125.

## Palmarès dames

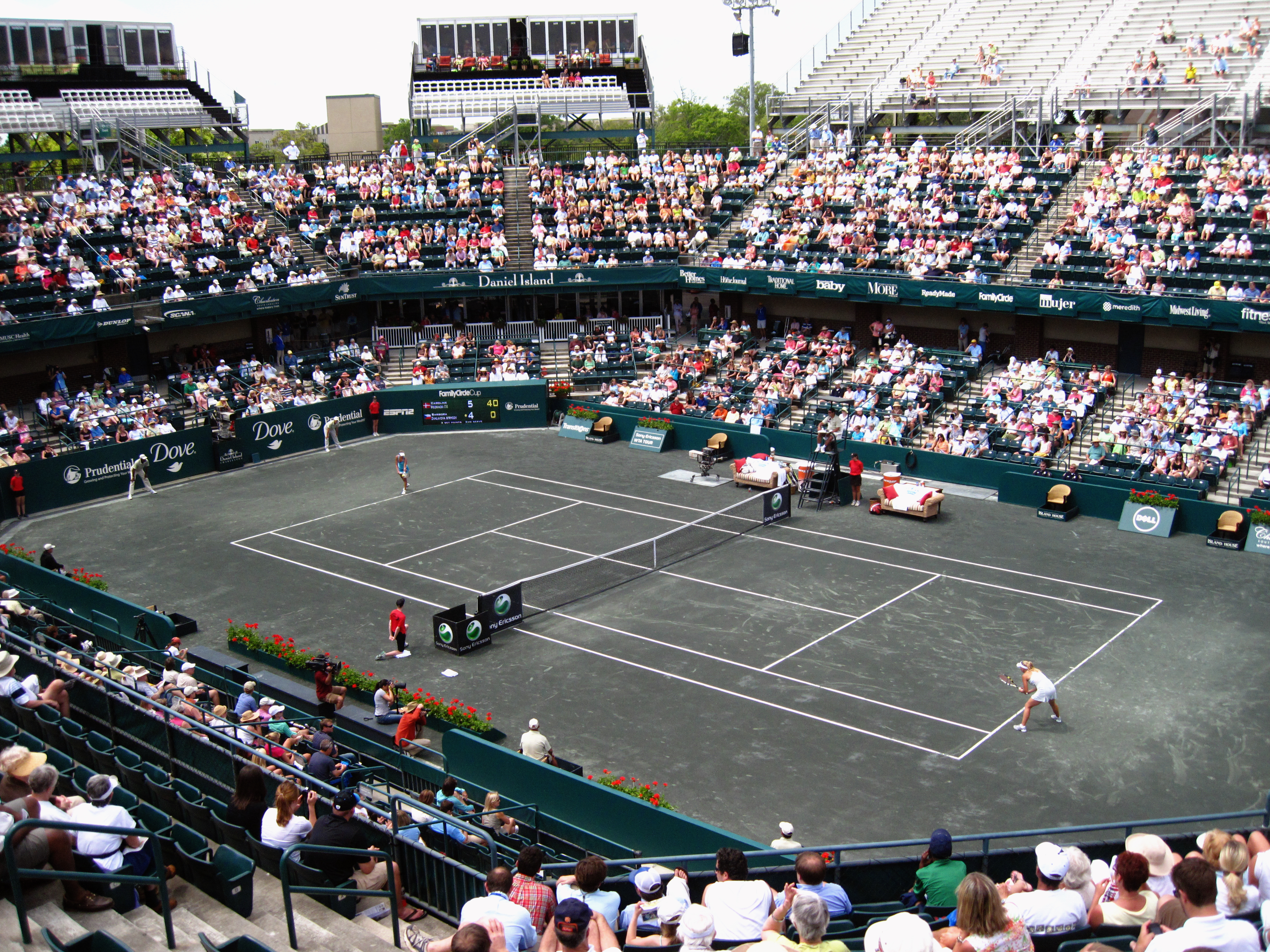
Court central du Family Tennis Center

### Joueuses les plus titrées
Avec huit succès, dont cinq consécutifs de 1974 à 1978, Chris Evert détient le record de victoires en simple. Les championnes les plus titrées à Charleston sont indiquées ci-après avec les années de leur premier et dernier titres :
- 8 titres :  Chris Evert (1974-1985)
- 4 titres :  Martina Navrátilová (1982-1990) ;  Steffi Graf (1986-1993)
- 3 titres :  Serena Williams (2008-2012-2013)

### Simple
| No | Date       | Nom et lieu du tournoi                                                               | Catégorie                                                                            | Dotation                                                                             | Surface                                                                              | Vainqueure                                                                           | Finaliste                                                                            | Score                                                                                |                                                                                      |
| -- | ---------- | ------------------------------------------------------------------------------------ | ------------------------------------------------------------------------------------ | ------------------------------------------------------------------------------------ | ------------------------------------------------------------------------------------ | ------------------------------------------------------------------------------------ | ------------------------------------------------------------------------------------ | ------------------------------------------------------------------------------------ | ------------------------------------------------------------------------------------ |
| 1  | 30-04-1973 | Family Circle Cup, Hilton Head                                                       |                                                                                      | 90 000 $                                                                             | Terre (ext.)                                                                         | Rosie Casals                                                                         | Nancy Richey-Gunter                                                                  | 3-6, 6-1, 7-5                                                                        | Tableau                                                                              |
| 2  | 29-04-1974 | Family Circle Cup, Hilton Head                                                       |                                                                                      | 100 000 $                                                                            | Terre (ext.)                                                                         | Chris Evert                                                                          | Kerry Melville                                                                       | 6-1, 6-3                                                                             | Tableau                                                                              |
| 3  | 21-04-1975 | Family Circle Cup, Amelia Island                                                     |                                                                                      | 100 000 $                                                                            | Terre (ext.)                                                                         | Chris Evert                                                                          | Martina Navrátilová                                                                  | 7-5, 6-4                                                                             | Tableau                                                                              |
| 4  | 26-04-1976 | Family Circle Cup, Amelia Island                                                     |                                                                                      | 110 000 $                                                                            | Terre (ext.)                                                                         | Chris Evert                                                                          | Kerry Reid                                                                           | 6-2, 6-2                                                                             | Tableau                                                                              |
| 5  | 28-03-1977 | Family Circle Cup, Hilton Head                                                       |                                                                                      | 110 000 $                                                                            | Terre (ext.)                                                                         | Chris Evert                                                                          | Billie Jean King                                                                     | 6-0, 6-1                                                                             | Tableau                                                                              |
| 6  | 10-04-1978 | Family Circle Cup, Hilton Head                                                       | Colgate Series                                                                       | 110 000 $                                                                            | Terre (ext.)                                                                         | Chris Evert                                                                          | Kerry Reid                                                                           | 6-2, 6-0                                                                             | Tableau                                                                              |
| 7  | 09-04-1979 | Family Circle Cup, Hilton Head                                                       | Colgate Series                                                                       | 150 000 $                                                                            | Terre (ext.)                                                                         | Tracy Austin                                                                         | Kerry Reid                                                                           | 7-6, 7-6                                                                             | Tableau                                                                              |
| 8  | 07-04-1980 | Family Circle Cup, Hilton Head                                                       |                                                                                      | 150 000 $                                                                            | Terre (ext.)                                                                         | Tracy Austin                                                                         | Regina Maršíková                                                                     | 3-6, 6-1, 6-0                                                                        | Tableau                                                                              |
| 9  | 06-04-1981 | Family Circle Cup, Hilton Head                                                       |                                                                                      | 150 000 $                                                                            | Terre (ext.)                                                                         | Chris Evert                                                                          | Pam Shriver                                                                          | 6-3, 6-2                                                                             | Tableau                                                                              |
| 10 | 05-04-1982 | Family Circle Cup, Hilton Head                                                       | Series 7                                                                             | 200 000 $                                                                            | Terre (ext.)                                                                         | Martina Navrátilová                                                                  | Andrea Jaeger                                                                        | 6-4, 6-2                                                                             | Tableau                                                                              |
| 11 | 04-04-1983 | Family Circle Cup, Hilton Head                                                       |                                                                                      | 200 000 $                                                                            | Terre (ext.)                                                                         | Martina Navrátilová                                                                  | Tracy Austin                                                                         | 5-7, 6-1, 6-0                                                                        | Tableau                                                                              |
| 12 | 09-04-1984 | Family Circle Cup XII, Hilton Head                                                   | VS Tour C4                                                                           | 200 000 $                                                                            | Terre (ext.)                                                                         | Chris Evert                                                                          | Claudia Kohde-Kilsch                                                                 | 6-2, 6-3                                                                             | Tableau                                                                              |
| 13 | 08-04-1985 | Family Circle Mag. Cup, Hilton Head                                                  |                                                                                      | 200 000 $                                                                            | Terre (ext.)                                                                         | Chris Evert                                                                          | Gabriela Sabatini                                                                    | 6-4, 6-0                                                                             | Tableau                                                                              |
| 14 | 07-04-1986 | Family Circle Mag. Cup, Hilton Head                                                  |                                                                                      | 200 000 $                                                                            | Terre (ext.)                                                                         | Steffi Graf                                                                          | Chris Evert                                                                          | 6-4, 7-5                                                                             | Tableau                                                                              |
| 15 | 06-04-1987 | Family Circle Mag. Cup, Hilton Head                                                  |                                                                                      | 300 000 $                                                                            | Terre (ext.)                                                                         | Steffi Graf                                                                          | Manuela Maleeva                                                                      | 6-2, 4-6, 6-3                                                                        | Tableau                                                                              |
| 16 | 04-04-1988 | Family Circle Cup, Hilton Head                                                       | Tier II                                                                              | 300 000 $                                                                            | Terre (ext.)                                                                         | Martina Navrátilová                                                                  | Gabriela Sabatini                                                                    | 6-1, 4-6, 6-4                                                                        | Tableau                                                                              |
| 17 | 03-04-1989 | Family Circle Mag. Cup, Hilton Head                                                  | Tier II                                                                              | 300 000 $                                                                            | Terre (ext.)                                                                         | Steffi Graf                                                                          | Natasha Zvereva                                                                      | 6-1, 6-1                                                                             | Tableau                                                                              |
| 18 | 02-04-1990 | Family Circle Mag. Cup, Hilton Head                                                  | Tier I                                                                               | 500 000 $                                                                            | Terre (ext.)                                                                         | Martina Navrátilová                                                                  | Jennifer Capriati                                                                    | 6-2, 6-4                                                                             | Tableau                                                                              |
| 19 | 01-04-1991 | Family Circle Mag. Cup, Hilton Head                                                  | Tier I                                                                               | 500 000 $                                                                            | Terre (ext.)                                                                         | Gabriela Sabatini                                                                    | Leila Meskhi                                                                         | 6-1, 6-1                                                                             | Tableau                                                                              |
| 20 | 30-03-1992 | Family Circle Mag. Cup, Hilton Head                                                  | Tier I                                                                               | 550 000 $                                                                            | Terre (ext.)                                                                         | Gabriela Sabatini                                                                    | Conchita Martínez                                                                    | 6-1, 6-4                                                                             | Tableau                                                                              |
| 21 | 29-03-1993 | Family Circle Mag. Cup XXI, Hilton Head                                              | Tier I                                                                               | 750 000 $                                                                            | Terre (ext.)                                                                         | Steffi Graf                                                                          | Arantxa Sánchez                                                                      | 7-6, 6-1                                                                             | Tableau                                                                              |
| 22 | 28-03-1994 | Family Circle Mag. Cup XXII, Hilton Head                                             | Tier I                                                                               | 750 000 $                                                                            | Terre (ext.)                                                                         | Conchita Martínez                                                                    | Natasha Zvereva                                                                      | 6-4, 6-0                                                                             | Tableau                                                                              |
| 23 | 27-03-1995 | Family Circle Mag. Cup XXIII, Hilton Head                                            | Tier I                                                                               | 806 250 $                                                                            | Terre (ext.)                                                                         | Conchita Martínez                                                                    | Magdalena Maleeva                                                                    | 6-1, 6-1                                                                             | Tableau                                                                              |
| 24 | 01-04-1996 | Family Circle Mag. Cup, Hilton Head                                                  | Tier I                                                                               | 926 250 $                                                                            | Terre (ext.)                                                                         | Arantxa Sánchez                                                                      | Barbara Paulus                                                                       | 6-2, 2-6, 6-2                                                                        | Tableau                                                                              |
| 25 | 31-03-1997 | Family Circle Mag. Cup, Hilton Head                                                  | Tier I                                                                               | 926 250 $                                                                            | Terre (ext.)                                                                         | Martina Hingis                                                                       | Monica Seles                                                                         | 3-6, 6-3, 7-6                                                                        | Tableau                                                                              |
| 26 | 30-03-1998 | Family Circle Mag. Cup, Hilton Head                                                  | Tier I                                                                               | 926 250 $                                                                            | Terre (ext.)                                                                         | Amanda Coetzer                                                                       | Irina Spîrlea                                                                        | 6-3, 6-4                                                                             | Tableau                                                                              |
| 27 | 29-03-1999 | Family Circle Cup, Hilton Head                                                       | Tier I                                                                               | 1 050 000 $                                                                          | Terre (ext.)                                                                         | Martina Hingis                                                                       | Anna Kournikova                                                                      | 6-4, 6-3                                                                             | Tableau                                                                              |
| 28 | 17-04-2000 | Family Circle Cup, Hilton Head                                                       | Tier I                                                                               | 1 080 000 $                                                                          | Terre (ext.)                                                                         | Mary Pierce                                                                          | Arantxa Sánchez                                                                      | 6-1, 6-0                                                                             | Tableau                                                                              |
| 29 | 16-04-2001 | Family Circle Cup XXIX, Charleston                                                   | Tier I                                                                               | 1 188 000 $                                                                          | Terre (ext.)                                                                         | Jennifer Capriati                                                                    | Martina Hingis                                                                       | 6-0, 4-6, 6-4                                                                        | Tableau                                                                              |
| 30 | 15-04-2002 | Family Circle Cup, Charleston                                                        | Tier I                                                                               | 1 224 000 $                                                                          | Terre (ext.)                                                                         | Iva Majoli                                                                           | Patty Schnyder                                                                       | 7-65, 6-4                                                                            | Tableau                                                                              |
| 31 | 07-04-2003 | Family Circle Cup, Charleston                                                        | Tier I                                                                               | 1 300 000 $                                                                          | Terre (ext.)                                                                         | Justine Henin Hardenne                                                               | Serena Williams                                                                      | 6-3, 6-4                                                                             | Tableau                                                                              |
| 32 | 12-04-2004 | Family Circle Cup, Charleston                                                        | Tier I                                                                               | 1 300 000 $                                                                          | Terre (ext.)                                                                         | Venus Williams                                                                       | Conchita Martínez                                                                    | 2-6, 6-2, 6-1                                                                        | Tableau                                                                              |
| 33 | 11-04-2005 | Family Circle Cup, Charleston                                                        | Tier I                                                                               | 1 300 000 $                                                                          | Terre (ext.)                                                                         | Justine Henin Hardenne                                                               | Elena Dementieva                                                                     | 7-5, 6-4                                                                             | Tableau                                                                              |
| 34 | 10-04-2006 | Family Circle Cup, Charleston                                                        | Tier I                                                                               | 1 340 000 $                                                                          | Terre (ext.)                                                                         | Nadia Petrova                                                                        | Patty Schnyder                                                                       | 6-3, 4-6, 6-1                                                                        | Tableau                                                                              |
| 35 | 09-04-2007 | Family Circle Cup, Charleston                                                        | Tier I                                                                               | 1 340 000 $                                                                          | Terre (ext.)                                                                         | Jelena Janković                                                                      | Dinara Safina                                                                        | 6-2, 6-2                                                                             | Tableau                                                                              |
| 36 | 14-04-2008 | Family Circle Cup, Charleston                                                        | Tier I                                                                               | 1 340 000 $                                                                          | Terre (ext.)                                                                         | Serena Williams                                                                      | Vera Zvonareva                                                                       | 6-4, 3-6, 6-3                                                                        | Tableau                                                                              |
| 37 | 13-04-2009 | Family Circle Cup, Charleston                                                        | Premier                                                                              | 1 000 000 $                                                                          | Terre (ext.)                                                                         | Sabine Lisicki                                                                       | Caroline Wozniacki                                                                   | 6-2, 6-4                                                                             | Tableau                                                                              |
| 38 | 12-04-2010 | Family Circle Cup, Charleston                                                        | Premier                                                                              | 700 000 $                                                                            | Terre (ext.)                                                                         | Samantha Stosur                                                                      | Vera Zvonareva                                                                       | 6-0, 6-3                                                                             | Tableau                                                                              |
| 39 | 04-04-2011 | Family Circle Cup, Charleston                                                        | Premier                                                                              | 721 000 $                                                                            | Terre (ext.)                                                                         | Caroline Wozniacki                                                                   | Elena Vesnina                                                                        | 6-2, 6-3                                                                             | Tableau                                                                              |
| 40 | 02-04-2012 | Family Circle Cup, Charleston                                                        | Premier                                                                              | 740 000 $                                                                            | Terre (ext.)                                                                         | Serena Williams                                                                      | Lucie Šafářová                                                                       | 6-0, 6-1                                                                             | Tableau                                                                              |
| 41 | 01-04-2013 | Family Circle Cup, Charleston                                                        | Premier                                                                              | 795 707 $                                                                            | Terre (ext.)                                                                         | Serena Williams                                                                      | Jelena Janković                                                                      | 3-6, 6-0, 6-2                                                                        | Tableau                                                                              |
| 42 | 31-03-2014 | Family Circle Cup, Charleston                                                        | Premier                                                                              | 710 000 $                                                                            | Terre (ext.)                                                                         | Andrea Petkovic                                                                      | Jana Čepelová                                                                        | 7-5, 6-2                                                                             | Tableau                                                                              |
| 43 | 06-04-2015 | Family Circle Cup, Charleston                                                        | Premier                                                                              | 665 900 $                                                                            | Terre (ext.)                                                                         | Angelique Kerber                                                                     | Madison Keys                                                                         | 6-2, 4-6, 7-5                                                                        | Tableau                                                                              |
| 44 | 04-04-2016 | Volvo Car Open, Charleston                                                           | Premier                                                                              | 687 900 $                                                                            | Terre (ext.)                                                                         | Sloane Stephens                                                                      | Elena Vesnina                                                                        | 7-64, 6-2                                                                            | Tableau                                                                              |
| 45 | 03-04-2017 | Volvo Car Open, Charleston                                                           | Premier                                                                              | 710 900 $                                                                            | Terre (ext.)                                                                         | Daria Kasatkina                                                                      | Jeļena Ostapenko                                                                     | 6-3, 6-1                                                                             | Tableau                                                                              |
| 46 | 02-04-2018 | Volvo Car Open, Charleston                                                           | Premier                                                                              | 734 900 $                                                                            | Terre (ext.)                                                                         | Kiki Bertens                                                                         | Julia Görges                                                                         | 6-2, 6-1                                                                             | Tableau                                                                              |
| 47 | 01-04-2019 | Volvo Car Open, Charleston                                                           | Premier                                                                              | 757 900 $                                                                            | Terre (ext.)                                                                         | Madison Keys                                                                         | Caroline Wozniacki                                                                   | 7-65, 6-3                                                                            | Tableau                                                                              |
| –  | 2020       | Le tournoi par équipe spéciale a remplacé le tournoi régulier.(pandémie de Covid-19) | Le tournoi par équipe spéciale a remplacé le tournoi régulier.(pandémie de Covid-19) | Le tournoi par équipe spéciale a remplacé le tournoi régulier.(pandémie de Covid-19) | Le tournoi par équipe spéciale a remplacé le tournoi régulier.(pandémie de Covid-19) | Le tournoi par équipe spéciale a remplacé le tournoi régulier.(pandémie de Covid-19) | Le tournoi par équipe spéciale a remplacé le tournoi régulier.(pandémie de Covid-19) | Le tournoi par équipe spéciale a remplacé le tournoi régulier.(pandémie de Covid-19) | Le tournoi par équipe spéciale a remplacé le tournoi régulier.(pandémie de Covid-19) |
| 48 | 05-04-2021 | Volvo Car Open, Charleston                                                           | WTA 500                                                                              | 565 530 $                                                                            | Terre (ext.)                                                                         | Veronika Kudermetova                                                                 | Danka Kovinić                                                                        | 6-4, 6-2                                                                             | Tableau                                                                              |
| 49 | 12-04-2021 | MUSC Health Women's Open, Charleston                                                 | WTA 250                                                                              | 235 238 $                                                                            | Terre (ext.)                                                                         | Astra Sharma                                                                         | Ons Jabeur                                                                           | 2-6, 7-5, 6-1                                                                        | Tableau                                                                              |
| 50 | 26-07-2021 | LTP Women's Open, Charleston                                                         | WTA 125                                                                              | 115 000 $                                                                            | Terre (ext.)                                                                         | Varvara Lepchenko                                                                    | Jamie Loeb                                                                           | 7-64, 4-6, 6-4                                                                       | Tableau                                                                              |
| 51 | 04-04-2022 | Credit One Charleston Open, Charleston                                               | WTA 500                                                                              | 888 636 $                                                                            | Terre (ext.)                                                                         | Belinda Bencic                                                                       | Ons Jabeur                                                                           | 6-1, 5-7, 6-4                                                                        | Tableau                                                                              |
| 52 | 03-04-2023 | Credit One Charleston Open, Charleston                                               | WTA 500                                                                              | 780 637 $                                                                            | Terre (ext.)                                                                         | Ons Jabeur                                                                           | Belinda Bencic                                                                       | 7-66, 6-4                                                                            | Tableau                                                                              |
| 53 | 11-03-2024 | Charleston 125 I, Charleston                                                         | WTA 125                                                                              | 115 000 $                                                                            | Dur (ext.)                                                                           | Elisabetta Cocciaretto                                                               | Diana Shnaider                                                                       | 6-3, 6-2                                                                             | Tableau                                                                              |
| 54 | 01-04-2024 | Credit One Charleston Open, Charleston                                               | WTA 500                                                                              | 922 573 $                                                                            | Terre (ext.)                                                                         | Danielle Collins                                                                     | Daria Kasatkina                                                                      | 6-2, 6-1                                                                             | Tableau                                                                              |
| 55 | 18-11-2024 | Fifth Third Charleston 125 II, Charleston                                            | WTA 125                                                                              | 115 000 $                                                                            | Terre (ext.)                                                                         | Renata Zarazúa                                                                       | Hanna Chang                                                                          | 6-1, 7-64                                                                            | Tableau                                                                              |
| 56 | 31-03-2025 | Credit One Charleston Open, Charleston                                               | WTA 500                                                                              | 1 064 510 $                                                                          | Terre (ext.)                                                                         | Jessica Pegula                                                                       | Sofia Kenin                                                                          | 6-3, 7-5                                                                             | Tableau                                                                              |

### Double
| No | Date       | Nom et lieu du tournoi                                                                | Catégorie                                                                             | Dotation                                                                              | Surface                                                                               | Vainqueures                                                                           | Finalistes                                                                            | Score                                                                                 |                                                                                       |
| -- | ---------- | ------------------------------------------------------------------------------------- | ------------------------------------------------------------------------------------- | ------------------------------------------------------------------------------------- | ------------------------------------------------------------------------------------- | ------------------------------------------------------------------------------------- | ------------------------------------------------------------------------------------- | ------------------------------------------------------------------------------------- | ------------------------------------------------------------------------------------- |
| 1  | 30-04-1973 | Family Circle Cup Hilton Head                                                         |                                                                                       | 90 000 $                                                                              | Terre (ext.)                                                                          | Françoise Dürr Betty Stöve                                                            | Billie Jean King Rosie Casals                                                         | 3-6, 6-4, 6-3                                                                         | Tableau                                                                               |
| 2  | 29-04-1974 | Family Circle Cup Hilton Head                                                         |                                                                                       | 100 000 $                                                                             | Terre (ext.)                                                                          | Olga Morozova Rosie Casals                                                            | Karen Krantzcke Helen Gourlay                                                         | 6-2, 6-1                                                                              | Tableau                                                                               |
| 3  | 21-04-1975 | Family Circle Cup Amelia Island                                                       |                                                                                       | 100 000 $                                                                             | Terre (ext.)                                                                          | Evonne Goolagong Virginia Wade                                                        | Olga Morozova Rosie Casals                                                            | 4-6, 6-4, 6-2                                                                         | Tableau                                                                               |
| 4  | 26-04-1976 | Family Circle Cup Amelia Island                                                       |                                                                                       | 110 000 $                                                                             | Terre (ext.)                                                                          | Ilana Kloss Linky Boshoff                                                             | Kathy Kuykendall Valerie Ziegenfuss                                                   | 6-3, 6-2                                                                              | Tableau                                                                               |
| 5  | 28-03-1977 | Family Circle Cup Hilton Head                                                         |                                                                                       | 110 000 $                                                                             | Terre (ext.)                                                                          | Rosie Casals Chris Evert                                                              | Françoise Dürr Virginia Wade                                                          | 6-4, 6-2                                                                              | Tableau                                                                               |
| 6  | 10-04-1978 | Family Circle Cup Hilton Head                                                         | Colgate Series                                                                        | 110 000 $                                                                             | Terre (ext.)                                                                          | Billie Jean King Martina Navrátilová                                                  | Mona Guerrant Greer Stevens                                                           | 6-3, 7-5                                                                              | Tableau                                                                               |
| 7  | 09-04-1979 | Family Circle Cup Hilton Head                                                         | Colgate Series                                                                        | 150 000 $                                                                             | Terre (ext.)                                                                          | Rosie Casals Martina Navrátilová                                                      | Françoise Dürr Betty Stöve                                                            | 6-4, 7-5                                                                              | Tableau                                                                               |
| 8  | 07-04-1980 | Family Circle Cup Hilton Head                                                         |                                                                                       | 150 000 $                                                                             | Terre (ext.)                                                                          | Kathy Jordan Anne Smith                                                               | Candy Reynolds Paula Smith                                                            | 6-2, 6-1                                                                              | Tableau                                                                               |
| 9  | 06-04-1981 | Family Circle Cup Hilton Head                                                         |                                                                                       | 150 000 $                                                                             | Terre (ext.)                                                                          | Rosie Casals Wendy Turnbull                                                           | Mima Jaušovec Pam Shriver                                                             | 7-5, 7-5                                                                              | Tableau                                                                               |
| 10 | 05-04-1982 | Family Circle Cup Hilton Head                                                         | Series 7                                                                              | 200 000 $                                                                             | Terre (ext.)                                                                          | Martina Navrátilová Pam Shriver                                                       | Joanne Russell Virginia Ruzici                                                        | 6-1, 6-2                                                                              | Tableau                                                                               |
| 11 | 04-04-1983 | Family Circle Cup Hilton Head                                                         |                                                                                       | 200 000 $                                                                             | Terre (ext.)                                                                          | Martina Navrátilová Candy Reynolds                                                    | Andrea Jaeger Paula Smith                                                             | 6-2, 6-3                                                                              | Tableau                                                                               |
| 12 | 09-04-1984 | Family Circle Cup XII Hilton Head                                                     | VS Tour C4                                                                            | 200 000 $                                                                             | Terre (ext.)                                                                          | Claudia Kohde-Kilsch Hana Mandlíková                                                  | Anne Hobbs Sharon Walsh                                                               | 7-5, 6-2                                                                              | Tableau                                                                               |
| 13 | 08-04-1985 | Family Circle Mag. Cup Hilton Head                                                    |                                                                                       | 200 000 $                                                                             | Terre (ext.)                                                                          | Rosalyn Fairbank Pam Shriver                                                          | Svetlana Cherneva Larisa Savchenko                                                    | 6-4, 6-1                                                                              | Tableau                                                                               |
| 14 | 07-04-1986 | Family Circle Mag. Cup Hilton Head                                                    |                                                                                       | 200 000 $                                                                             | Terre (ext.)                                                                          | Chris Evert Anne White                                                                | Steffi Graf Catherine Tanvier                                                         | 6-3, 6-3                                                                              | Tableau                                                                               |
| 15 | 06-04-1987 | Family Circle Mag. Cup Hilton Head                                                    |                                                                                       | 300 000 $                                                                             | Terre (ext.)                                                                          | Mercedes Paz Eva Pfaff                                                                | Zina Garrison Lori McNeil                                                             | 7-6, 7-5                                                                              | Tableau                                                                               |
| 16 | 04-04-1988 | Family Circle Cup Hilton Head                                                         | Tier II                                                                               | 300 000 $                                                                             | Terre (ext.)                                                                          | Lori McNeil Martina Navrátilová                                                       | Claudia Kohde-Kilsch Gabriela Sabatini                                                | 6-2, 2-6, 6-3                                                                         | Tableau                                                                               |
| 17 | 03-04-1989 | Family Circle Mag. Cup Hilton Head                                                    | Tier II                                                                               | 300 000 $                                                                             | Terre (ext.)                                                                          | Hana Mandlíková Martina Navrátilová                                                   | Mary Lou Piatek Wendy White                                                           | 6-4, 6-1                                                                              | Tableau                                                                               |
| 18 | 02-04-1990 | Family Circle Mag. Cup Hilton Head                                                    | Tier I                                                                                | 500 000 $                                                                             | Terre (ext.)                                                                          | Martina Navrátilová Arantxa Sánchez                                                   | Mercedes Paz Natasha Zvereva                                                          | 6-2, 6-1                                                                              | Tableau                                                                               |
| 19 | 01-04-1991 | Family Circle Mag. Cup Hilton Head                                                    | Tier I                                                                                | 500 000 $                                                                             | Terre (ext.)                                                                          | Claudia Kohde-Kilsch Natasha Zvereva                                                  | Mary Lou Piatek Lise Gregory                                                          | 6-4, 6-0                                                                              | Tableau                                                                               |
| 20 | 30-03-1992 | Family Circle Mag. Cup Hilton Head                                                    | Tier I                                                                                | 550 000 $                                                                             | Terre (ext.)                                                                          | Arantxa Sánchez Natasha Zvereva                                                       | Jana Novotná Larisa Neiland                                                           | 6-4, 6-2                                                                              | Tableau                                                                               |
| 21 | 29-03-1993 | Family Circle Mag. Cup XXI Hilton Head                                                | Tier I                                                                                | 750 000 $                                                                             | Terre (ext.)                                                                          | Gigi Fernández Natasha Zvereva                                                        | Katrina Adams Manon Bollegraf                                                         | 6-3, 6-1                                                                              | Tableau                                                                               |
| 22 | 28-03-1994 | Family Circle Mag. Cup XXII Hilton Head                                               | Tier I                                                                                | 750 000 $                                                                             | Terre (ext.)                                                                          | Lori McNeil Arantxa Sánchez                                                           | Gigi Fernández Natasha Zvereva                                                        | 6-4, 4-1, ab.                                                                         | Tableau                                                                               |
| 23 | 27-03-1995 | Family Circle Mag. Cup XXIII Hilton Head                                              | Tier I                                                                                | 806 250 $                                                                             | Terre (ext.)                                                                          | Nicole Arendt Manon Bollegraf                                                         | Gigi Fernández Natasha Zvereva                                                        | 0-6, 6-3, 6-4                                                                         | Tableau                                                                               |
| 24 | 01-04-1996 | Family Circle Mag. Cup Hilton Head                                                    | Tier I                                                                                | 926 250 $                                                                             | Terre (ext.)                                                                          | Jana Novotná Arantxa Sánchez                                                          | Gigi Fernández Mary Joe Fernández                                                     | 6-2, 6-3                                                                              | Tableau                                                                               |
| 25 | 31-03-1997 | Family Circle Mag. Cup Hilton Head                                                    | Tier I                                                                                | 926 250 $                                                                             | Terre (ext.)                                                                          | Mary Joe Fernández Martina Hingis                                                     | Lindsay Davenport Jana Novotná                                                        | 7-5, 4-6, 6-1                                                                         | Tableau                                                                               |
| 26 | 30-03-1998 | Family Circle Mag. Cup Hilton Head                                                    | Tier I                                                                                | 926 250 $                                                                             | Terre (ext.)                                                                          | Conchita Martínez Patricia Tarabini                                                   | Lisa Raymond Rennae Stubbs                                                            | 3-6, 6-4, 6-4                                                                         | Tableau                                                                               |
| 27 | 29-03-1999 | Family Circle Cup Hilton Head                                                         | Tier I                                                                                | 1 050 000 $                                                                           | Terre (ext.)                                                                          | Elena Likhovtseva Jana Novotná                                                        | Barbara Schett Patty Schnyder                                                         | 6-1, 6-4                                                                              | Tableau                                                                               |
| 28 | 17-04-2000 | Family Circle Cup Hilton Head                                                         | Tier I                                                                                | 1 080 000 $                                                                           | Terre (ext.)                                                                          | Virginia Ruano Pascual Paola Suárez                                                   | Conchita Martínez Patricia Tarabini                                                   | 7-5, 6-3                                                                              | Tableau                                                                               |
| 29 | 16-04-2001 | Family Circle Cup XXIX Charleston                                                     | Tier I                                                                                | 1 188 000 $                                                                           | Terre (ext.)                                                                          | Lisa Raymond Rennae Stubbs                                                            | Virginia Ruano Pascual Paola Suárez                                                   | 5-7, 7-65, 6-3                                                                        | Tableau                                                                               |
| 30 | 15-04-2002 | Family Circle Cup Charleston                                                          | Tier I                                                                                | 1 224 000 $                                                                           | Terre (ext.)                                                                          | Lisa Raymond Rennae Stubbs                                                            | Alexandra Fusai Caroline Vis                                                          | 6-4, 3-6, 7-64                                                                        | Tableau                                                                               |
| 31 | 07-04-2003 | Family Circle Cup Charleston                                                          | Tier I                                                                                | 1 300 000 $                                                                           | Terre (ext.)                                                                          | Virginia Ruano Pascual Paola Suárez                                                   | Janette Husárová Conchita Martínez                                                    | 6-0, 6-3                                                                              | Tableau                                                                               |
| 32 | 12-04-2004 | Family Circle Cup Charleston                                                          | Tier I                                                                                | 1 300 000 $                                                                           | Terre (ext.)                                                                          | Virginia Ruano Pascual Paola Suárez                                                   | Martina Navrátilová Lisa Raymond                                                      | 6-4, 6-1                                                                              | Tableau                                                                               |
| 33 | 11-04-2005 | Family Circle Cup Charleston                                                          | Tier I                                                                                | 1 300 000 $                                                                           | Terre (ext.)                                                                          | Conchita Martínez Virginia Ruano Pascual                                              | Iveta Benešová Květa Peschke                                                          | 6-1, 6-4                                                                              | Tableau                                                                               |
| 34 | 10-04-2006 | Family Circle Cup Charleston                                                          | Tier I                                                                                | 1 340 000 $                                                                           | Terre (ext.)                                                                          | Lisa Raymond Samantha Stosur                                                          | Virginia Ruano Pascual Meghann Shaughnessy                                            | 3-6, 6-1, 6-1                                                                         | Tableau                                                                               |
| 35 | 09-04-2007 | Family Circle Cup Charleston                                                          | Tier I                                                                                | 1 340 000 $                                                                           | Terre (ext.)                                                                          | Yan Zi Zheng Jie                                                                      | Peng Shuai Sun Tiantian                                                               | 7-5, 6-0                                                                              | Tableau                                                                               |
| 36 | 14-04-2008 | Family Circle Cup Charleston                                                          | Tier I                                                                                | 1 340 000 $                                                                           | Terre (ext.)                                                                          | Katarina Srebotnik Ai Sugiyama                                                        | Edina Gallovits Olga Govortsova                                                       | 6-2, 6-2                                                                              | Tableau                                                                               |
| 37 | 13-04-2009 | Family Circle Cup Charleston                                                          | Premier                                                                               | 1 000 000 $                                                                           | Terre (ext.)                                                                          | Bethanie Mattek-Sands Nadia Petrova                                                   | Līga Dekmeijere Patty Schnyder                                                        | 6-75, 6-2, [11-9]                                                                     | Tableau                                                                               |
| 38 | 12-04-2010 | Family Circle Cup Charleston                                                          | Premier                                                                               | 700 000 $                                                                             | Terre (ext.)                                                                          | Liezel Huber Nadia Petrova                                                            | Vania King Michaëlla Krajicek                                                         | 6-3, 6-4                                                                              | Tableau                                                                               |
| 39 | 04-04-2011 | Family Circle Cup Charleston                                                          | Premier                                                                               | 721 000 $                                                                             | Terre (ext.)                                                                          | Sania Mirza Elena Vesnina                                                             | Bethanie Mattek-Sands Meghann Shaughnessy                                             | 6-4, 6-4                                                                              | Tableau                                                                               |
| 40 | 02-04-2012 | Family Circle Cup Charleston                                                          | Premier                                                                               | 740 000 $                                                                             | Terre (ext.)                                                                          | A. Pavlyuchenkova Lucie Šafářová                                                      | Anabel Medina Yaroslava Shvedova                                                      | 5-7, 6-4, [10-6]                                                                      | Tableau                                                                               |
| 41 | 01-04-2013 | Family Circle Cup Charleston                                                          | Premier                                                                               | 795 707 $                                                                             | Terre (ext.)                                                                          | Kristina Mladenovic Lucie Šafářová                                                    | Andrea Hlaváčková Liezel Huber                                                        | 6-3, 7-66                                                                             | Tableau                                                                               |
| 42 | 31-03-2014 | Family Circle Cup Charleston                                                          | Premier                                                                               | 710 000 $                                                                             | Terre (ext.)                                                                          | Anabel Medina Yaroslava Shvedova                                                      | Chan Hao-ching Chan Yung-jan                                                          | 7-64, 6-2                                                                             | Tableau                                                                               |
| 43 | 06-04-2015 | Family Circle Cup Charleston                                                          | Premier                                                                               | 665 900 $                                                                             | Terre (ext.)                                                                          | Martina Hingis Sania Mirza                                                            | Casey Dellacqua Darija Jurak                                                          | 6-0, 6-4                                                                              | Tableau                                                                               |
| 44 | 04-04-2016 | Volvo Car Open Charleston                                                             | Premier                                                                               | 687 900 $                                                                             | Terre (ext.)                                                                          | Caroline Garcia Kristina Mladenovic                                                   | Bethanie Mattek-Sands Lucie Šafářová                                                  | 6-2, 7-5                                                                              | Tableau                                                                               |
| 45 | 03-04-2017 | Volvo Car Open Charleston                                                             | Premier                                                                               | 710 900 $                                                                             | Terre (ext.)                                                                          | Bethanie Mattek-Sands Lucie Šafářová                                                  | Lucie Hradecká Kateřina Siniaková                                                     | 6-1, 4-6, [10-7]                                                                      | Tableau                                                                               |
| 46 | 02-04-2018 | Volvo Car Open Charleston                                                             | Premier                                                                               | 734 900 $                                                                             | Terre (ext.)                                                                          | Alla Kudryavtseva Katarina Srebotnik                                                  | Andreja Klepač María José Martínez                                                    | 6-3, 6-3                                                                              | Tableau                                                                               |
| 47 | 01-04-2019 | Volvo Car Open Charleston                                                             | Premier                                                                               | 757 900 $                                                                             | Terre (ext.)                                                                          | Anna-Lena Grönefeld Alicja Rosolska                                                   | Irina Khromacheva Veronika Kudermetova                                                | 7-67, 6-2                                                                             | Tableau                                                                               |
| –  | 2020       | Le tournoi par équipe spéciale a remplacé le tournoi régulier. (pandémie de Covid-19) | Le tournoi par équipe spéciale a remplacé le tournoi régulier. (pandémie de Covid-19) | Le tournoi par équipe spéciale a remplacé le tournoi régulier. (pandémie de Covid-19) | Le tournoi par équipe spéciale a remplacé le tournoi régulier. (pandémie de Covid-19) | Le tournoi par équipe spéciale a remplacé le tournoi régulier. (pandémie de Covid-19) | Le tournoi par équipe spéciale a remplacé le tournoi régulier. (pandémie de Covid-19) | Le tournoi par équipe spéciale a remplacé le tournoi régulier. (pandémie de Covid-19) | Le tournoi par équipe spéciale a remplacé le tournoi régulier. (pandémie de Covid-19) |
| 48 | 05-04-2021 | Volvo Car Open Charleston                                                             | WTA 500                                                                               | 565 530 $                                                                             | Terre (ext.)                                                                          | Nicole Melichar Demi Schuurs                                                          | Marie Bouzková Lucie Hradecká                                                         | 6-2, 6-4                                                                              | Tableau                                                                               |
| 49 | 12-04-2021 | MUSC Health Women's Open Charleston                                                   | WTA 250                                                                               | 235 238 $                                                                             | Terre (ext.)                                                                          | Hailey Baptiste Catherine McNally                                                     | Ellen Perez Storm Sanders                                                             | 64-7, 6-4, [10-6]                                                                     | Tableau                                                                               |
| 50 | 26-07-2021 | LTP Women's Open Charleston                                                           | WTA 125                                                                               | 115 000 $                                                                             | Terre (ext.)                                                                          | Liang En-shuo Rebecca Marino                                                          | Erin Routliffe Aldila Sutjiadi                                                        | 5-7, 7-5, [10-7]                                                                      | Tableau                                                                               |
| 51 | 04-04-2022 | Credit One Charleston Open Charleston                                                 | WTA 500                                                                               | 888 636 $                                                                             | Terre (ext.)                                                                          | Andreja Klepač Magda Linette                                                          | Lucie Hradecká Sania Mirza                                                            | 6-2, 4-6, [10-7]                                                                      | Tableau                                                                               |
| 52 | 03-04-2023 | Credit One Charleston Open Charleston                                                 | WTA 500                                                                               | 780 637 $                                                                             | Terre (ext.)                                                                          | Danielle Collins Desirae Krawczyk                                                     | Giuliana Olmos Ena Shibahara                                                          | 0-6, 6-4, [14-12]                                                                     | Tableau                                                                               |
| 53 | 11-03-2024 | Charleston 125 Charleston                                                             | WTA 125                                                                               | 115 000 $                                                                             | Dur (ext.)                                                                            | Olivia Gadecki Olivia Nicholls                                                        | Sara Errani Tereza Mihalíková                                                         | 6-2, 6-1                                                                              | Tableau                                                                               |
| 54 | 01-04-2024 | Credit One Charleston Open Charleston                                                 | WTA 500                                                                               | 922 573 $                                                                             | Terre (ext.)                                                                          | Ashlyn Krueger Sloane Stephens                                                        | Lyudmyla Kichenok Nadiia Kichenok                                                     | 1-6, 6-3, [10-7]                                                                      | Tableau                                                                               |
| 55 | 18-11-2024 | Fifth Third Charleston 125 II Charleston                                              | WTA 125                                                                               | 115 000 $                                                                             | Terre (ext.)                                                                          | Nuria Brancaccio Leyre Romero Gormaz                                                  | Kayla Cross Liv Hovde                                                                 | 7-66, 6-2                                                                             | Tableau                                                                               |
| 56 | 31-03-2025 | Credit One Charleston Open Charleston                                                 | WTA 500                                                                               | 1 064 510 $                                                                           | Terre (ext.)                                                                          | Jeļena Ostapenko Erin Routliffe                                                       | Caroline Dolehide Desirae Krawczyk                                                    | 6-4, 6-2                                                                              | Tableau                                                                               |

### Tournoi par équipes spéciales
Le 22 mai 2020, les responsables du tournoi Charleston Open ont annoncé qu'un tournoi au format Coupe Laver conçu pour la télévision serait organisé du 22 au 28 juin. Ce tournoi réunissait 16 joueuses réparties en deux équipes et marquait le retour au jeu de la WTA après les confinements. L'événement s'est déroulé à huis clos.
| Année | Capitaine de Vainqueurs | Score   | Capitaine de Vaincus |
| ----- | ----------------------- | ------- | -------------------- |
| 2020  | Bethanie Mattek-Sands   | 26 – 22 | Madison Keys         |

## Palmarès messieurs

### Simple
| No | Date       | Nom et lieu du tournoi               | Catégorie | Dotation | Surface         | Vainqueur         | Finaliste      | Score         |  |
| -- | ---------- | ------------------------------------ | --------- | -------- | --------------- | ----------------- | -------------- | ------------- |  |
| 1  | 12-03-1973 | Charleston International, Charleston | USLTA     | 15 000 $ | Moquette (int.) | Jürgen Fassbender | Clark Graebner | 4-6, 6-1, 6-4 |  |